# Avia S-199
O Avia S-199 foi um caça produzido após a Segunda Guerra Mundial, notavelmente como o primeiro caça obtido pela Força Aérea Israelense e utilizado durante a Guerra árabe-israelense de 1948.  
Construído na Checoslováquia com partes e planos deixados pela Luftwaffe, a aeronave tinha vários problemas e não era popular entre os pilotos. Os pilotos checolovacos o apelidaram de Mezek ("Mula"), enquanto em Israel ficou oficialmente conhecido como Sakeen ("faca" em hebreu). Na prática, a aeronave era mais comumente chamada de Messerschmitt ou Messer (que também significa "faca", em alemão e em iídiche).

## Projeto e desenvolvimento

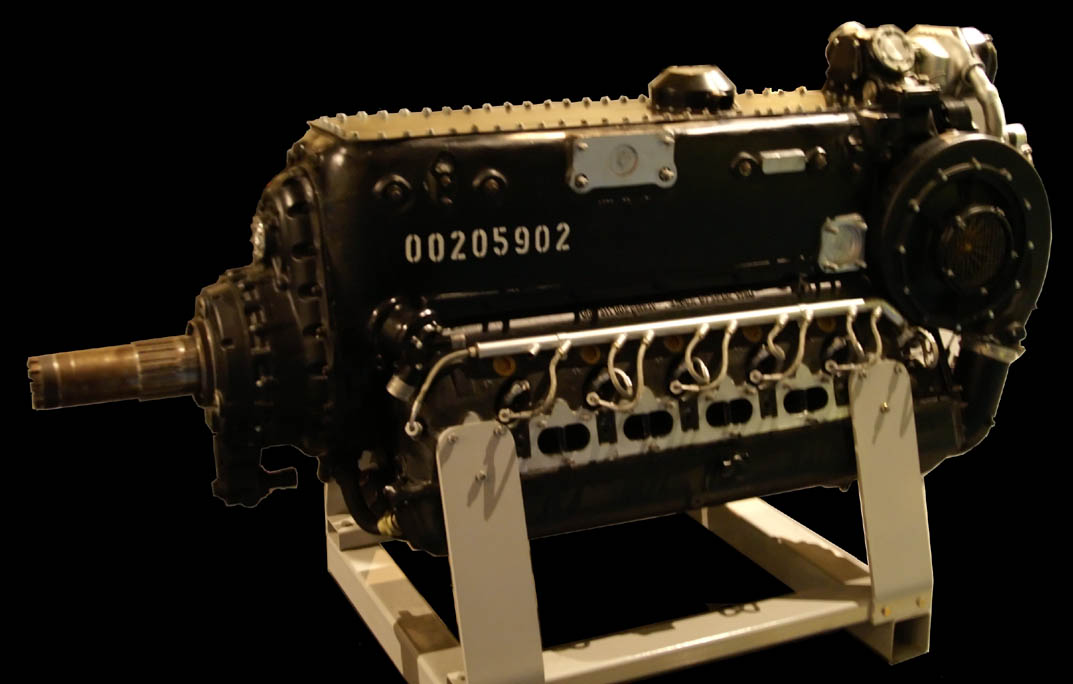
Motor Daimler-Benz DB 605

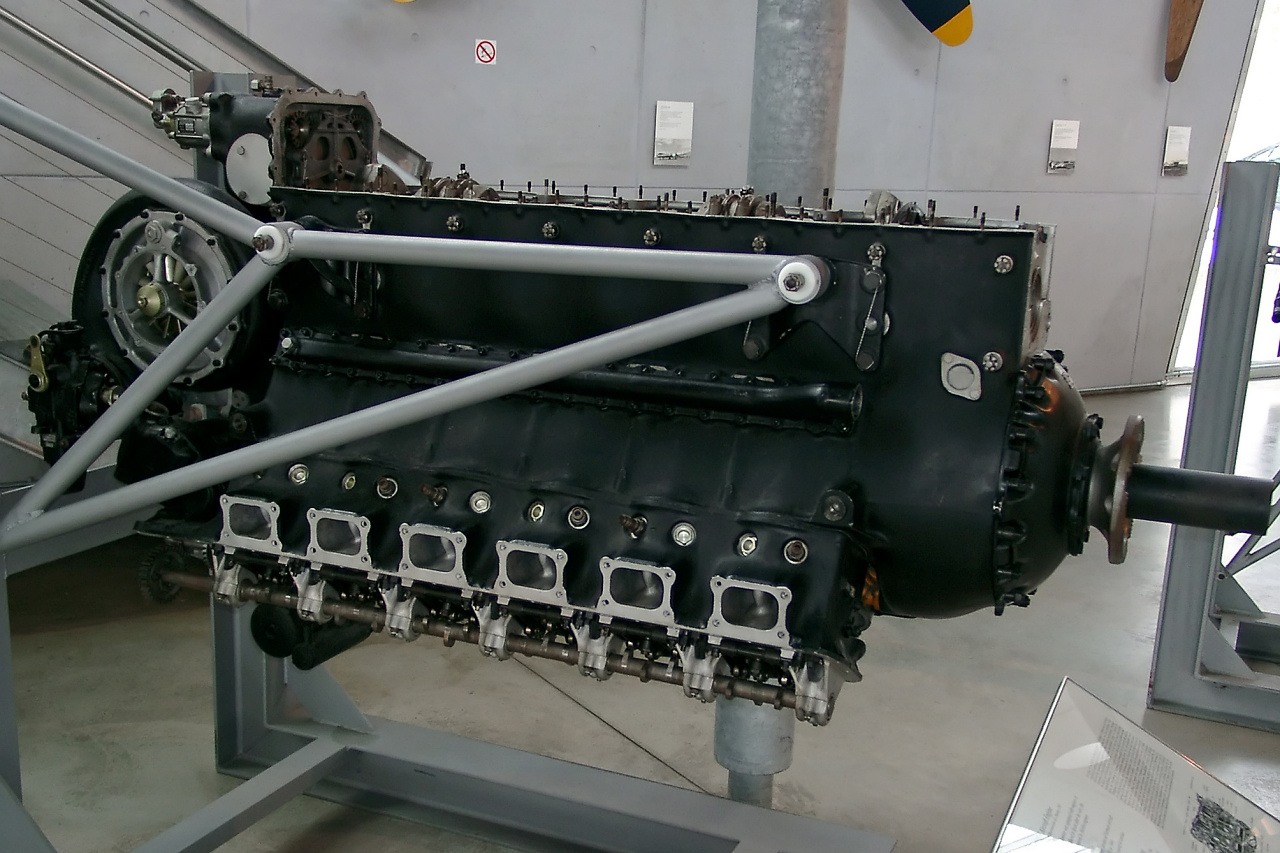
Motor Junkers Jumo 211F

A Avia continuou construindo Messerschmitt Bf 109G-6 após a guerra sob a designação Avia S-99, em duas fábricas na Checoslováquia: uma delas chamada oficialmente de závod Avia (Fábrica Avia) (1946–48) e závod Avia-Jiřího Dimitrova (Fábrica Avia-George Dimitroff, 1948–49) em Čakovice próximo a Praga, como uma parte cooperativa pós-guerra da Automobilové závody, n.p. [Fábrica automotiva, companhia nacional]. A outra era chamada de závod Vysočany (Fábrica Vysočany, 1948–49) em Praga, como uma parte cooperativa da Letecké závody, n.p. [Fábrica aeronáutica, companhia nacional] mas logo os motores do 109, Daimler-Benz DB 605, acabaram, após muitos terem sido destruídos durante uma explosão em um depósito em Krásné Březno. 
O S-199 continuou a usar a estrutura do Bf 109G, mas como não haviam os motores originais disponíveis, um motor alternativo precisava ser usado. Foi decidido que um substituto para o motor seria o (Junkers Jumo 211 F) e sua hélice, motor originalmente utilizado no bombardeiro Heinkel He 111. A combinação resultante foi uma aeronave com péssimas qualidades de manobrabilidade. O motor substituto e a hélice não tinham a resposta e o torque do conjunto Daimler-Benz, fazendo que o controle fosse ainda mais difícil. Isto, em combinação com o estreito trem de pouso do 109, fez com que os pousos e decolagens ficassem extremamente perigosos.
O motor Daimler-Benz DB 605 permitia a instalação de um canhão central (em alemão:  Motorkanone) que atirava através do spinner da hélice. Isso não foi possível com o Junkers Jumo 211, e os S-199 usaram uma versão do kit de modificação da Luftwaffe, Rüstsatz VI, que consistia um um par de canhões MG 151, abaixo da asa. Isso impactou ainda mais no desempenho da aeronave. Um último perigo escondido estava no mecanismo sincronizador para as metralhadoras MG 131, que não trabalhava como deveria, fazendo com que algumas aeronaves israelenses atingissem suas próprias hélices.
Cerca de 550 S-199 foram produzidos, incluindo a conversão de algumas aeronaves para treinadores designados CS-199 (armado) e C-210 (desarmado). O primeiro voo ocorreu em Março de 1947 e a produção foi encerrada em 1949. Os últimos modelos foram aposentados na Checoslováquia (com a Guarda de Segurança Nacional) em 1957.

## Histórico operacional

### Israel

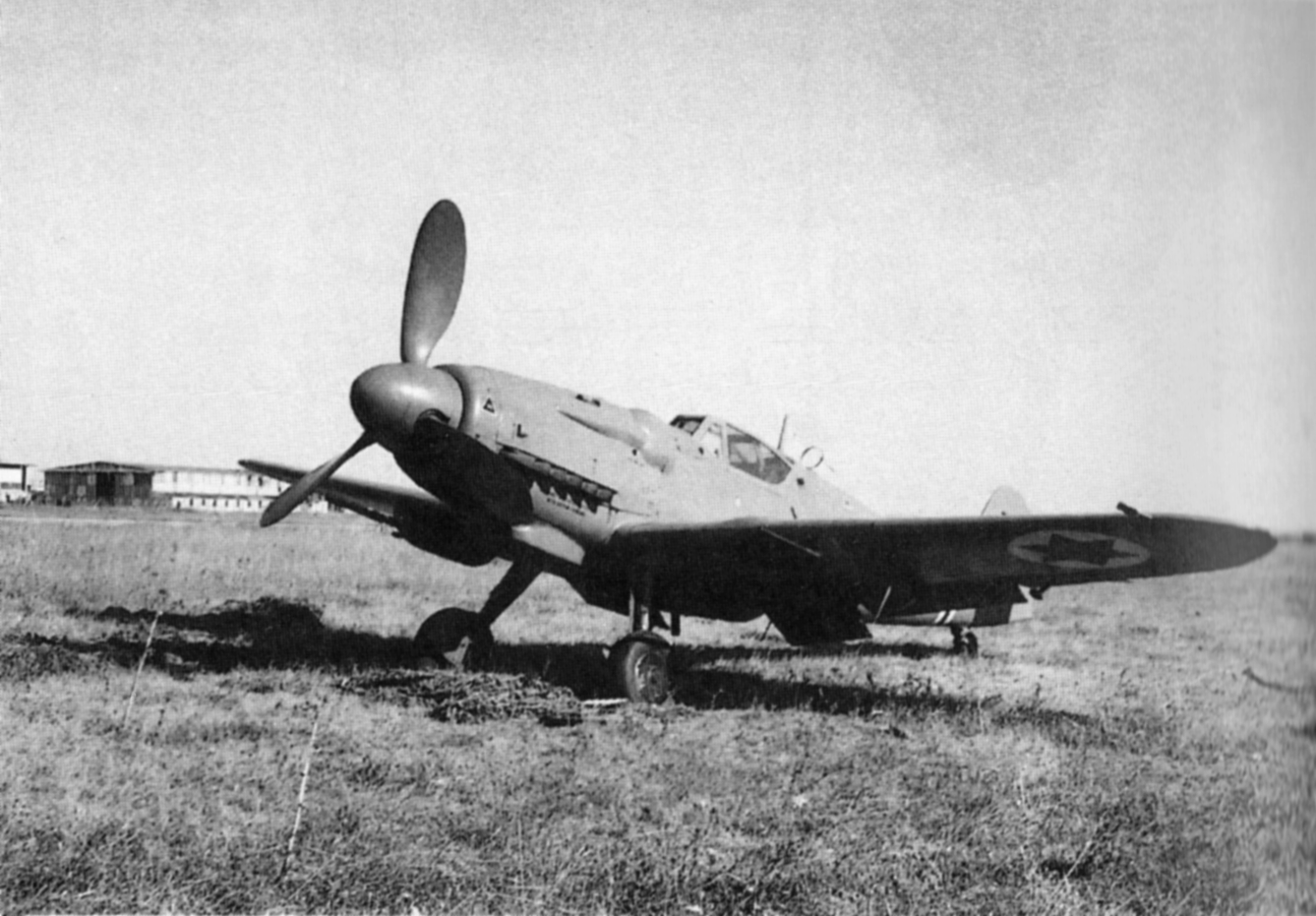
Avia S-199 israelense, 1948

Agentes israelenses negociaram a compra do Avia S-199 do governo checoslovaco desafiando um embargo que Israel sofria à época. 25 aeronaves foram obtidas e todas, exceto duas, foram entregues. O preço para um avião completamente equipado era de US$190.000. Os primeiros caças chegaram em 20 de Maio de 1948, seis dias após a declaração de independência de Israel e cinco dias após as hostilidades pelo Egito. Formando o 101º Esquadrão israelense, foram montados e enviados em combate pela primeira vez em 29 de Maio, atacando o exército egípcio entre Isdud e a ponte de Ad Halom, ao sul de Tel Aviv. Poucos dias depois, em 3 de Junho, decolando do Aeorporto de Herzliya Airport a aeronave venceu os primeiros combates aéreos israelenses quando Modi Alon derrubou um par de C-47 da Força Aérea do Egito  que tinham acabado de bombardear Tel Aviv.
O modelo se mostrou inseguro e tinha um desempenho ruim em combate. Entretanto, a manutenção e as dificuldades de voo podem ter sido exacerbadas pela inexperiência e falta de treinamento no tipo tanto para voo como de manutenção. Um piloto da Avia citou: "ela tentava nos matar em cada decolagem e pouso." Além disso, problemas de manutenção significavam que não haviam mais de cinco aeronaves aeronavegáveis em um momento. O tipo, entretanto, alcançou vitórias sobre seus oponentes, incluindo o Spitfire. O Avia foi aposentado no fim de Outubro, uma época em que apenas seis aeronaves estavam operacionais. O S-199 continuou a fazer voos esporádicos em dezembro; o piloto norte-americano Wayne Peake pilonou com um em 15 de Dezembro.

## Variantes

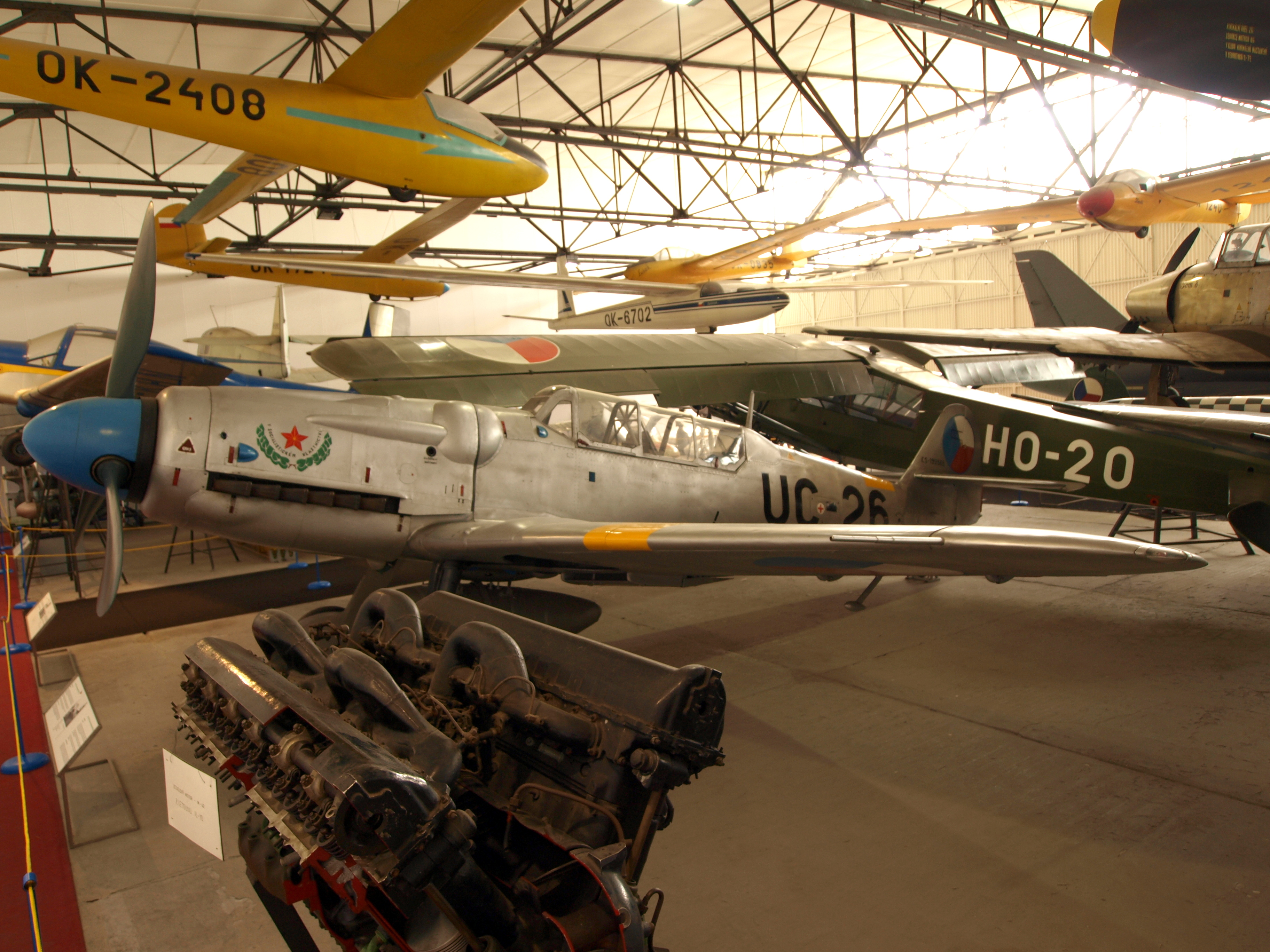
Avia CS-199; Museu de Aviação de Praga, Kbely

Avia S-99
Versão do Messerschmitt Bf 109G-6 montado após a guerra na Checoslováquia. A designação da Avia era C.10, 21 aeronaves construídas.
Avia CS-99
Versão de treinamento do Avia S-99 baseado no Messerschmitt Bf 109G-12. A designação da Avia era C.10, 23 aeronaves construídas.
Avia S-199
Avia S-99 motorizado com o motor Junkers Jumo 211F, versão principal de produção. A designação da Avia era C.210, 559 aeronaves construídas.
Avia CS-199
Versão de treinamento com dois assentos construído a partir do Avia S-199.
Avia D-199
Versão de reconhecimento.

## Operadores
Checoslováquia
- Força Aérea Checoslovaca

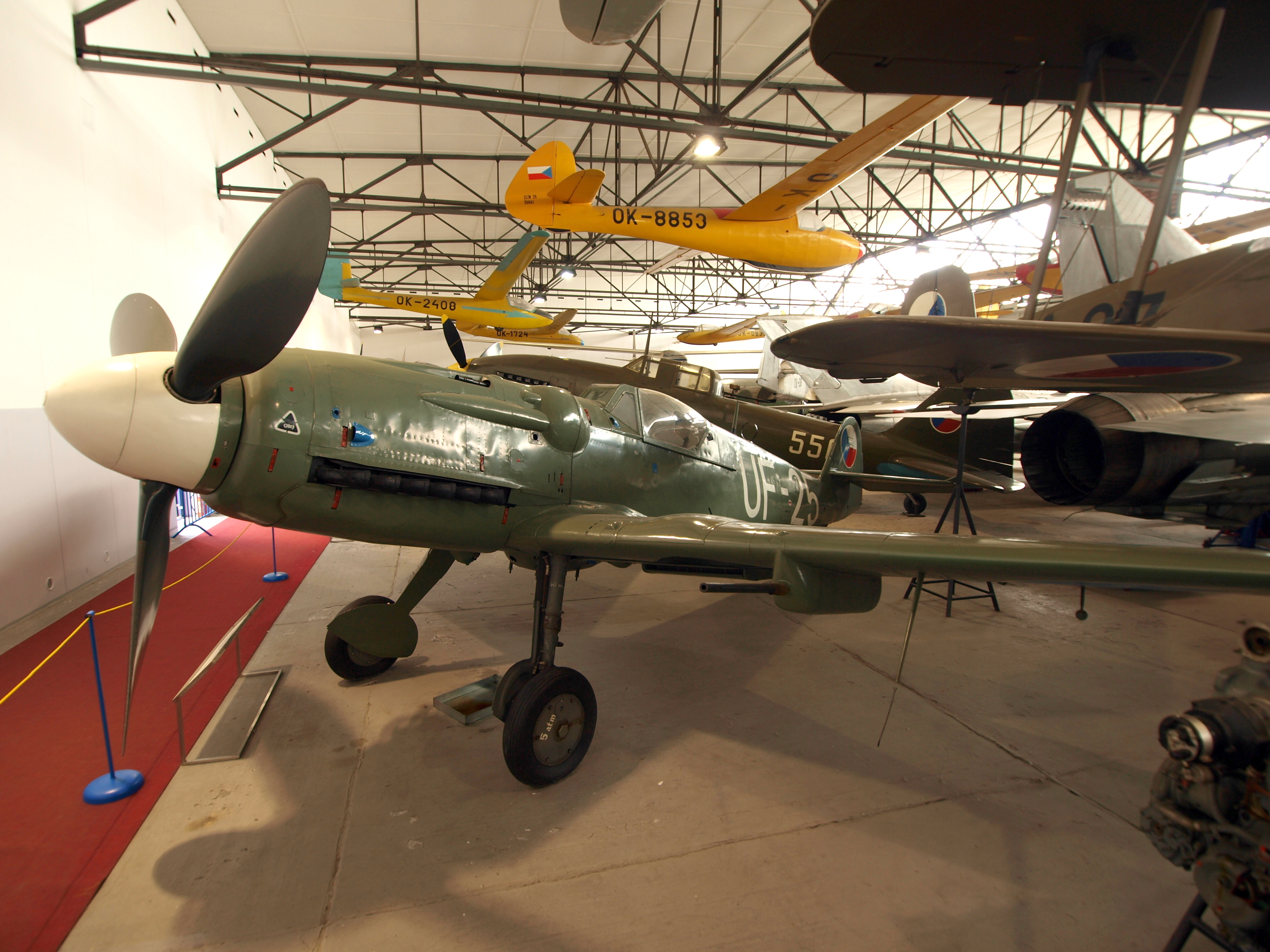
Avia S199 com marcas checolovacas

- Guarda de Segurança Nacional Checoslovaca

 Israel
- Força Aérea Israelense
  - 101º Esquadrão

## Aeronaves remanescentes
Chéquia
- UC-26 – CS-199 em exibição estática no Museu de Aviação de Praga, em Kbely, Praga. Número de série: 565.[8]
- UF-25 – S-199 em exibição estática no Museu de Aviação de Praga, em Kbely, Praga. Número de série: 178.[8]

 Israel
- D-112 – S-199 em exibição estática no Museu da Força Aérea de Israel na Base da Força Aérea de Hatserim.[9]